# 革囊胃
革囊胃（Linitis Plastica），又称皮革胃（Brinton's disease、leather bottle stomach），是由横向浸润生长的胃癌导致的一种胃部病态结构变化。因其特征之一为胃壁变厚、僵硬，外观类似皮革囊而得名。在进展期胃癌的形态分型中，革囊胃见于Borrmann 4型（弥漫浸润型胃癌）。
革囊胃见于一些低分化胃癌，肿瘤向胃壁内部浸润和弥漫生长的情况。肿瘤可先后浸润黏膜下层、肌层和浆膜层。这类肿瘤沿胃壁生长，可造成整个胃壁受侵。受侵胃壁组织发生纤维化，黏膜皱襞消失，胃壁本身变厚变硬，并造成胃蠕动减慢和胃腔缩小。
革囊胃病人會有食量差，易早饱等类似其他良性胃病的自觉症状，但也有时无自觉症状。因此其早期容易漏诊，很多到确诊的时候已经属于晚期胃癌。疑为革囊胃者，可以用钡餐检查来进一步确诊。
革囊胃的成因可能是攝取到氢氧化钠，或是癌症（例如乳癌或是淋巴癌）遠端轉移到胃部 ，和幽門螺桿菌感染及慢性胃炎無關。
目前還不太確定革囊胃的風險因子，目前知道的只有E-钙粘蛋白中罕见的遗传突变，有在约50％的弥漫性胃癌中发现突变。
革囊胃（及其他胃癌）常見於亞洲國家，尤其是日本。

## 表現

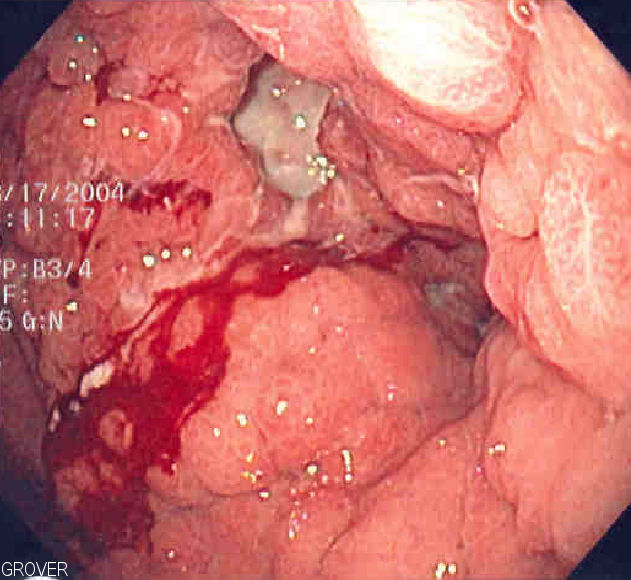
革囊胃的内視镜图像，革囊胃是癌細胞侵入胃部出現的症狀，胃部會呈現類似皮革狀的內部，而且會出血

弥漫性胃癌的特征是其中存在分化不良的肿瘤细胞。 微观外观包括印戒细胞癌，是癌細胞中的粘蛋白液滴將细胞核擠到細胞的一側。
其胃部類似「皮革囊」。特徵是 厚而刚硬的胃壁，是因為肿瘤细胞的弥漫性浸润以及广泛的纤维化所造成。
也有可能出現腹瀉的症狀。

## 著名病例
曾有人認為拿破仑一世及他家族中的許多成員是因為革囊胃的癌症而死亡，不過一般認為拿破仑一世是死於砷中毒。

## 外部連結
- "Carcinoma of the Stomach." （页面存档备份，存于） at patient.info
- 67502105 於 GPnotebook